# Aër (rivière)
L'Aër est un cours d'eau du département du Morbihan, affluent de la rive gauche du fleuve côtier Ellé. Il est également appelé rivière du Pont-Rouge (du nom d'un pont qui franchit le cours d'eau entre les bourgs de Priziac et Le Croisty). Il est long de 27,7 km.

## Cours de la rivière
Le cours d'eau prend officiellement sa source sur la commune de Ploërdut au sud du village de Locuon. En fait il nait de la réunion d'une multitude de petits ruisseaux qui prennent tous leur source au nord du bourg de Ploërdut : le ruisseau de Toul Fallo, le ruisseau de Kerfandol, le ruisseau du Gohello, le ruisseau du Cosquer. Il traverse ou longe les territoires des communes de Saint-Tugdual, de Le Croisty, de Priziac et de Meslan avant de se jeter dans l'Ellé à Pont-Tanguy. L'Aër est grossi par les eaux du ruisseau de Corrogant, qui prend sa source au sud de Plouray, puis par celles du ruisseau du Bel Air, qui sert d'émissaire à l'étang du Bel Air à Priziac, et enfin par celles du ruisseau de Stanghingant, un peu en amont de son point de confluence avec l'Ellé. Le bassin versant de l'Aër, d'une superficie de 122 km2, couvre en partie les territoires des communes de Ploërdut, Saint-Tugdual, Priziac, Le Croisty, Berné, et Meslan.

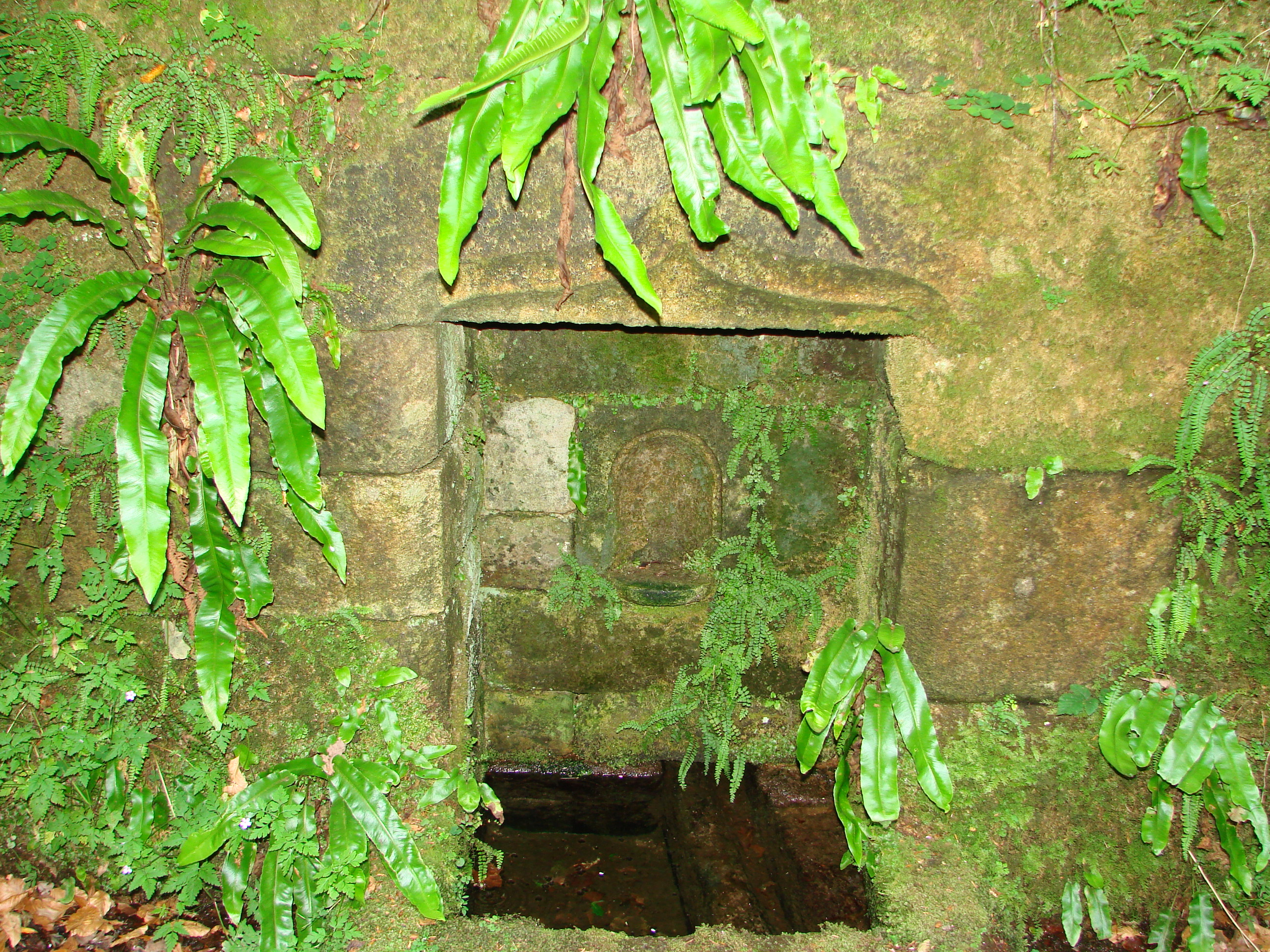
Source de l'Aër à Ploërdut.
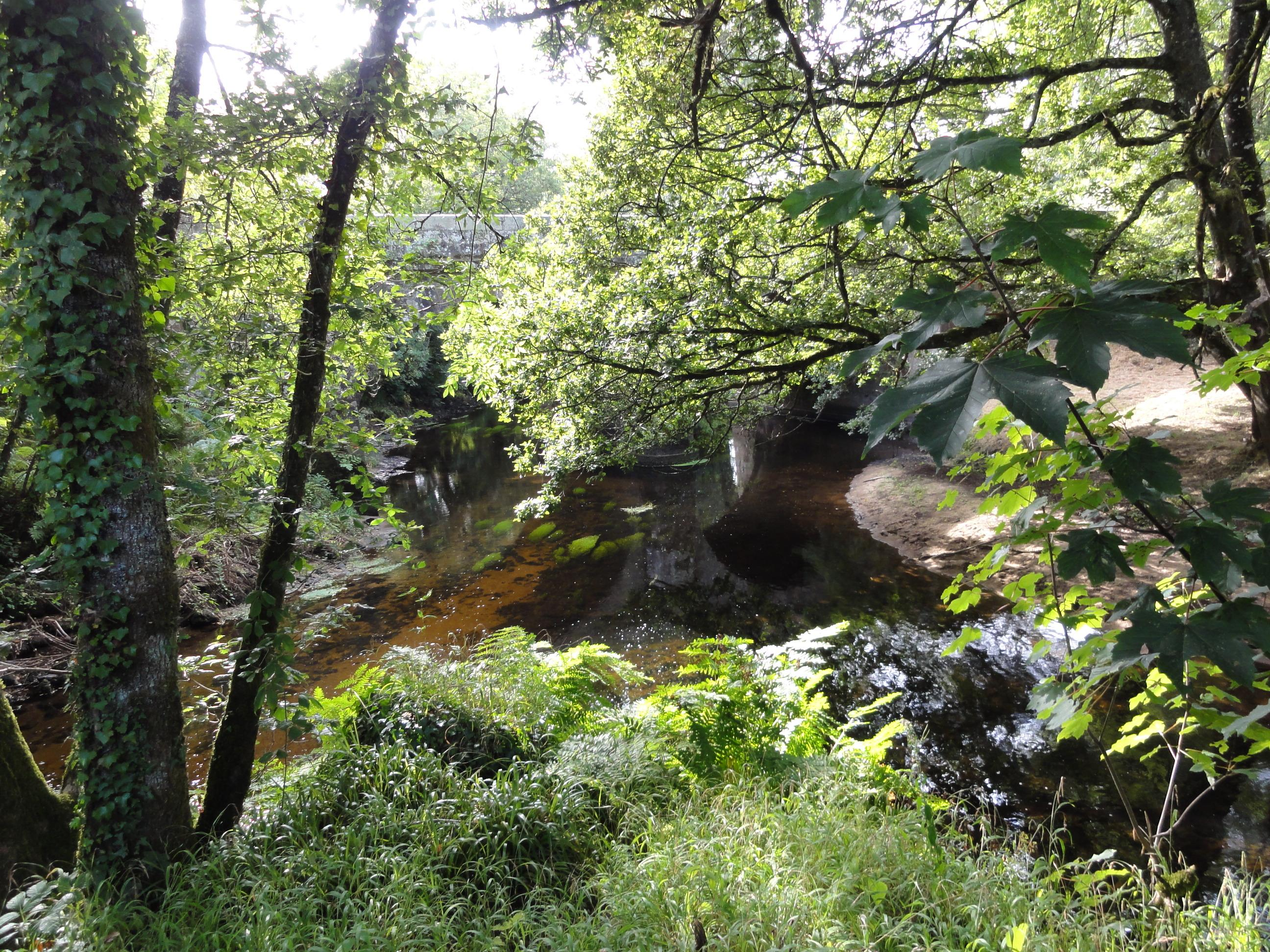
La fin de la rivière Aër (à gauche) lorsqu'elle rejoint l'Ellé (à droite) à Pont-Tanguy.

## Géologie
La rivière entaille profondément l'ancienne pénéplaine armoricaine au niveau de Coat-Milin. Elle s'y encastre dans le granite. Les versants de la rivière sont marqués par des affleurements de granite que l'on retrouve à l'état de boules. Le granite, en se refroidissant, s'est fissuré il y a 300 millions d'années. Par la suite l'eau provenant des précipitations s'est infiltré dans les fissures, provoquant une altération du granite en arène granitique. Dissociés les uns des autres, les blocs ont glissés sur les pentes et se sont accumulés formant les chaos rocheux que l'on peut observer aujourd'hui. Les techniques de l'orpaillage avec batée ont montré que le granite du Croisty n'était pas aurifère.

## Affluents
Le SANDRE recense 21 affluents de l'Aër d'une longueur égale ou supérieure à 1 km dont 4 dépassent les 5 km. En considérant que le ruisseau du Gohello constitue la branche mère de la rivière Aër, la rivière reçoit d'amont en aval les eaux des cours d'eau suivant : 
- le ruisseau du Cosquer, long de 3,4 km, rive gauche
- le ruisseau de Kerfandol, long de 4,6 km, rive droite
- le ruisseau de Toul Fallo, long de 5,2 km, rive droite
- le ruisseau du Pont Saint Martin, long de 3,8 km, rive gauche
- le ruisseau de Kerminisy, long de 3,0 km, rive droite
- le ruisseau de Kersallic, long de 3,8 km, rive droite
- le ruisseau de Kermartin, long de 4,5 km, rive droite
- le ruisseau de Corrogant, long de 5,5 km, rive droite
- le ruisseau de Kerguerizen ou du Bel Air, long de 7,7 km, rive droite
- le Stang Hingant, long de 13,0 km, rive gauche

Le Stang Hingant, est le plus important affluent de l'Aër. Il draine les territoires de Berné et de Meslan. Son bassin versant est de 24 km2.

## Faune
La rivière est classée sur la totalité de son cours en première catégorie pour la pêche en rivière. On y trouve des poissons d'eau vive comme la truite fario. Des saumons atlantique remontent également l'Aër pour se reproduire. Elle abrite aussi une des rares populations de mulettes perlières en Bretagne, dont la présence est révélatrice de la bonne qualité de l'eau.

## Histoire

### Anciens moulins
Les eaux de l'Aër et de ses affluents animaient les roues de nombreux moulins à eau qui se sont tues aujourd'hui. La plupart étaient des moulins à farine. Certains étaient spécialisés dans la fabrication de papier. D'amont en aval on trouvait sur le cours de l'Aër :  le moulin de Kervro, le moulin du Stang, le moulin neuf, le moulin d'Aër, le moulin du Temple, le moulin du Pont Tournant, le moulin du Sterou.
- Le moulin du Temple devait son nom au fait qu'il appartenait sous l'ancien régime aux hospitaliers de Saint-Jean de Jérusalem. Les vassaux de ces derniers appelés templiers devaient y faire moudre leur grain.
- Le moulin du Sterou, bâti en 1675 par Jean de Tancarville sur les terres de la seigneurie du Stérou en aval du moulin de Plascaër était spécialisé dans la fabrication de papier. Le moulin appartient à la famille Argouges de Rannes entre 1740 et 1771. En 1776, le moulin a une roue, une cuve et cinq pilles à maillet produisant chaque année 2340 rames de papier bâtard, gênes et bulles exportées par les ports de Morlaix et Hennebont vers la Hollande et le Portugal. La production de papier a cessé en 1842. Le moulin du Sterou est devenu par la suite un moulin à farine[6].

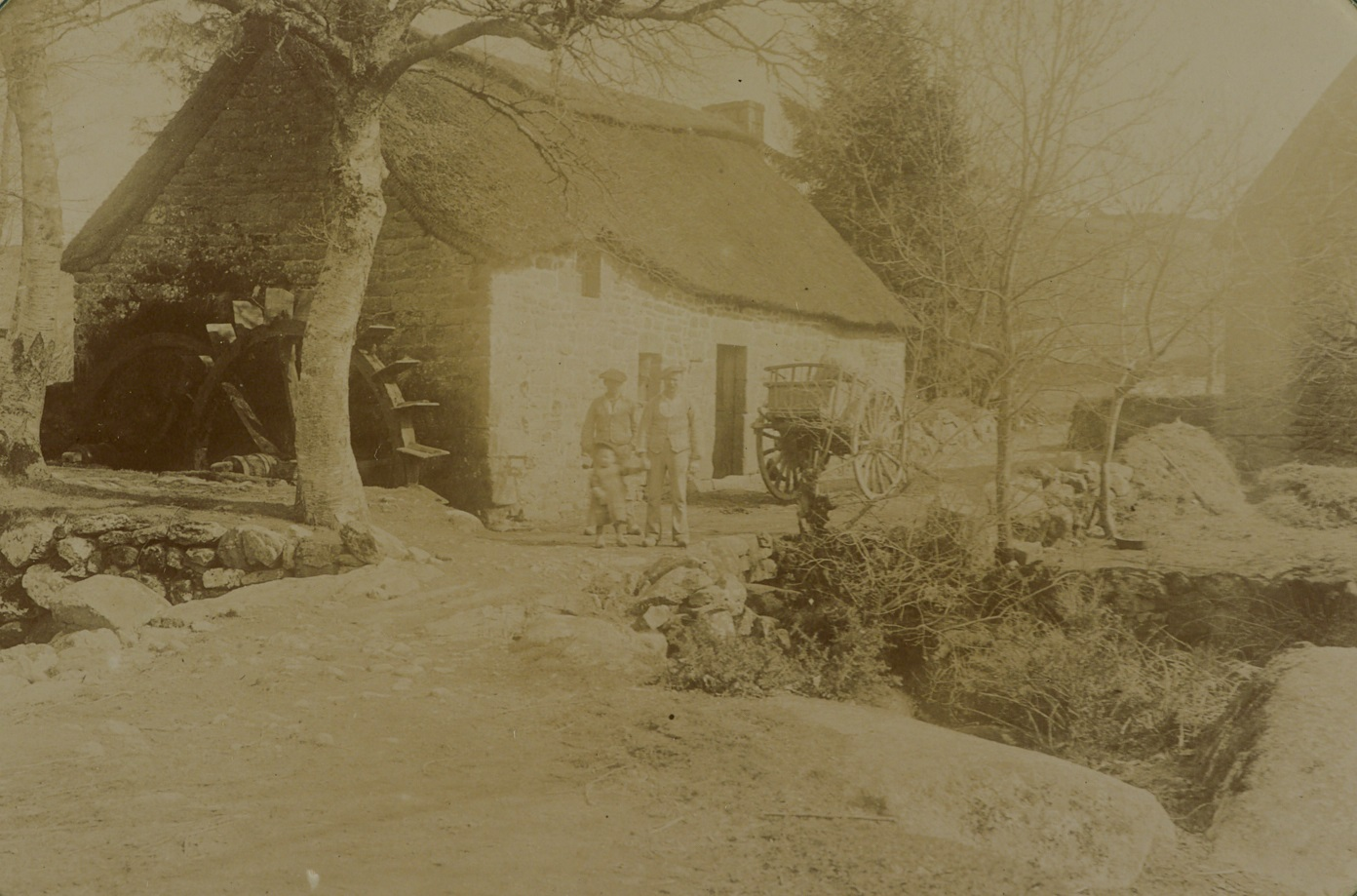
Le moulin de l'Aër avec ses deux roues et son habitation au toit de chaume vers 1900.